# Mamnoon Hussain
Mamnoon Hussain (em urdu:  ممنون حسین‎}, Agra, 2 de março de 1940 – Carachi, 14 de julho de 2021) foi um empresário têxtil e político da Liga Muçulmana do Paquistão, o qual serviu como presidente do seu país entre 2013 e 2018.
Foi o 27.º Governador da Província Sindh por um curto período, de junho a outubro de 1999. Ele foi retirado após o golpe militar do general Pervez Musharraf, em outubro de 1999.
Mamnoon Hussain nasceu em uma família industrial de língua urdu. Sua família se estabeleceu em Carachi, Sindh, após a independência do Paquistão em 1947 e criou uma fábrica têxtil. Depois de se formar em uma escola local, foi admitido no Instituto de Administração de Empresas Carachi (IBA) em 1960. Foi eleito Presidente do Paquistão em 30 de julho de 2013.
Hussain morreu em 14 de julho de 2021 em Carachi devido a um câncer.